# Inkvisition
 For alternative betydninger, se Inkvisition (flertydig). (Se også artikler, som begynder med Inkvisition)
En inkvisition var en institution inden for den katolske kirke, som opsporede og dømte kættere i 1200-1800-tallet. Især dominikanerne spillede en væsentlig rolle i forbindelse med Inkvisitionen.

## Inkvisitioner
- Middelalderlige inkvisition (1184-1230'erne)
- Spanske inkvisition (1478-1834)
- Portugisiske inkvisition (1536-1821)
- Romerske inkvisition (1542-1860'erne)
- Peruvianske inkvisition (1570-1820)
- Mexikanske inkvisition (1571-1820)

- Wikimedia Commons har flere filer relateret til Inkvisition

| Religion | Spire Denne religionsartikel er en spire som bør udbygges. Du er velkommen til at hjælpe Wikipedia ved at udvide den. |